# سليم بسباس
سليم بسباس (7 مايو 1963 -) هو اقتصادي وجامعي وسياسي تونسي.

## حياته ونشأته
ولد في 7 مايو 1963 في تونس العاصمة، .
تحصل سليم بسباس في 1982 على شهادة الباكالوريا فاختصاص الأداب من معهد خزندار باردو في تونس العاصمة. في يونيو 1988، تحصل على شهادة الأستاذية في الإدارة الاقتصادية والاجتماعية من جامعة تولوز 1 كابيتول (فرنسا)، ثم في أكتوبر 1989 تحصل على شهادة الدراسات المعمقة في علم الاجتماع من نفس الجامعة. في مارس 1990، تحصل على شهادة الدراسات العليا المتخصصة في القانون الجبائي من نفس الجامعة، ثم في أكتوبر 1990 على شهادة الدراسات المعمقة في قانون الأعمال من نفس الجامعة كذلك. في سبتمبر 2005، تحصل على دكتوراه دولة في القانون العام من كلية الحقوق والعلوم السياسية بتونس، وأخيرا في 2006 تحصل على شهادة التبريز في القانون العام المتحصل عليها بالمناظرة الوطنية التونسية لرتبة أستاذ محاضر.
بين 2006 و2011، عمل كأستاذ محاضر في المعهد العالي للدراسات القانونية بقابس، وأصبح مديره في سنة 2011.

## مسيرته
- شغل منصب كاتب دولة لدى وزير المالية بين 2011 و2013، تخللها تحمله لمنصب وزير المالية مؤقتا لمدة حوالي 5 أشهر في 2012
- فاز في الانتخابات التشريعية التونسية 2014 بمقعد عن حركة النهضة في مجلس نواب الشعب.
- عين في منصب كاتب دولة لدى وزير المالية في حكومة حمادي الجبالي بين 2011 و2013، وتحمل في نفس هذه الفترة كذلك مؤقتا منصب وزير المالية بين يوليو وديسمبر 2012.[3]
- ترشح لانتخابات 26 أكتوبر 2014 وفاز بمقعد في مجلس نواب الشعب عن حركة النهضة في دائرة صفاقس الأولى الانتخابية. في هذا المجلس اشتغل عضوية لجنة المالية والتخطيط والتنمية، ونائب رئيس لجنة الإصلاح الإداري والحوكمة الرشيدة ومكافحة الفساد ومراقبة التصرف في المال العام، إلى جانب عضوية اللجنة الخاصة المكلفة بالمالية في 2014.